# علاونة (كرخة)
علاونة (بالفارسية: علاونه) هي قرية تقع في إيران في قسم كرخة الريفي. يقدر عدد سكانها بـ 955 نسمة بحسب إحصاء 2016.